# Или како вам драго
Или како вам драго је југословенски телевизијски филм из 1993. године. Режирао га је Здравко Шотра, а сценарио је написао Слободан Стојановић.